# هلسی (اورگن)
هلسی (به انگلیسی: Halsey) شهری در شهرستان گرنت ایالت اورگن است و در سرشماری سال ۲۰۱۱ میلادی، ۹۰۹ نفر جمعیت داشته که نسبت به سال ۲۰۱۰، ۱٫۲۲ درصد رشد جمعیت داشته‌است.